# John Manners, 1:e hertig av Rutland
John Manners, 1:e hertig av Rutland, född den 29 maj 1638, död den 10 januari 1711 på Belvoir Castle i Leicestershire, var en engelsk ädling. Han var son till John Manners, 8:e earl av Rutland.
Han var (tämligen passiv) parlamentsledamot (whig) mellan 1661 och 1679. 1677 efterträdde han sin far som lordlöjtnant över Leicestershire , en uppgift som passade honom bättre, då familjens största gods Belvoir Castle låg inom grevskapet. 1679 tog han plats i överhuset efter sin fars död, men återvände till Leicestershire och tjänsten som lordlöjtnant 1681. Jakob II av England tog dock ifrån honom ämbetet 1687. År 1689 blev han återinsatt i tjänsten av Vilhelm III av England och fungerade sedan som lordlöjtnant fram till 1702, då han avgick i protest mot regeringen. Drottning Anna av Storbritannien utnämnde honom till hertig av Rutland 1703, som tack för lång och trogen tjänst gentemot engelska kronan.
Han gifte sig tre gånger, första gången 1658 med lady Anne Pierrepont, dotter till Henry Pierrepont, 1:e markis av Dorchester. Äktenskapet blev snart mycket olyckligt och efter flera års rättsliga förhandlingar skildes makarna 1670. Andra gången gifte han sig 1671 med lady Diana Bruce, som tyvärr dog efter ett år, i barnsäng. Tredje gången gifte han sig så 1673 med Catherine Wriothesley Noel (1657-1732), dotter till Baptist Noel, 3:e viscount Campden.
Barn:
- John Manners, 2:e hertig av Rutland (1676-1721)
- Lady Catherine Manners (1677-1722), gift med John Leveson-Gower, 1:e baron Gower
- Lady Dorothy Manners (1690-1734), gift med Baptist Noel, 3:e earl av Gainsborough